# Brasklapp
En brasklapp är ett förbehåll avgivet som försiktighetsåtgärd. I uttryckets ursprungliga bemärkelse är förbehållet hemligt, men det används även om öppna reservationer som syftar till att rentvå en beslutsfattare i känsliga beslut.

## Bakgrund
Uttrycket brasklapp kommer från den svenske biskopen i Linköping Hans Brask, som satt i mötet i Arboga 1517. Mötet beslutade då att straffa ärkebiskopen Gustav Trolle och riva fästningen Stäket. Det berättades dock att Brask i hemlighet placerade en lapp under sitt sigill, där han protesterade mot beslutet med formuleringen: "Till denna besegling är jag nödd och tvungen" (vanligast används numera: "Härtill är jag nödd och tvungen"). Brask menade att han blivit tvingad att delta i beslutet.
Tre år senare, vid rättegången som föregick Stockholms blodbad, sägs det att biskop Brask klarade sig undan dödsdomen, genom att plocka fram sin lapp ur sigillet. Historien kan vara påhittad och sigillet har inte återfunnits. Berättelsen har även tolkats som en historisk anekdot för att karaktärisera biskopen Brask som person.